# Ratufa affinis
Ratufa affinis е вид бозайник от семейство Катерицови (Sciuridae). Видът е почти застрашен от изчезване.

## Разпространение
Разпространен е в Бруней, Индонезия (Калимантан и Суматра), Малайзия (Западна Малайзия, Сабах и Саравак), Сингапур и Тайланд.